# Nematonereis oculata
Nematonereis oculata är en ringmaskart som beskrevs av Ehlers 1868. Nematonereis oculata ingår i släktet Nematonereis och familjen Eunicidae. Inga underarter finns listade i Catalogue of Life.